# Red Amick
Richard »Red« Amick, ameriški dirkač Formule 1, * 19. januar 1929, Kansas City, Misuri, ZDA, † 16. maj 1995, Crystal River, Florida, ZDA.

## Življenjepis
Amick je pokojni ameriški dirkač, ki je med letoma 1959 in 1960 sodeloval na ameriški dirki Indianapolis 500, ki je med letoma 1950 in 1960 štela tudi za prvenstvo Formule 1. Najboljši rezultat je dosegel na dirki leta 1960, ko je zasedel enajsto mesto. Umrl je leta 1995.